# 한국의료관광협회
한국의료관광협회는 한국의 우수한 선진의료 인프라를 바탕으로 경쟁력 있는 의료관광 상품을 통하여 세계속의 의료허브로서 위상을 실현하며 한국관광산업 활성화를 목적으로 2008년 10월 30일 설립된 대한민국 문화체육관광부 소관의 사단법인이다. 사무실은 서울특별시 강남구 신사동 567-26에 있다.

## 주요 사업
- 국내의 외료관광업계와의 상호교류와 협력을 통한 권익옹호사업
- 한국의료관광에 대한 국내 및 해외홍보
- 해외의료관광 전문기관과의 교류협력강화
- 국내외 의료관광 진흥에 관항 학술조사 및 연구